# Sanction-réparation
La peine de sanction-réparation a été créée par l'article 64 de la loi n°2007-297 du 5 mars 2007 relative à la prévention de la délinquance. L'article 131-8-1 du Code pénal dispose que cette peine « consiste dans l'obligation pour le condamné de procéder, dans le délai et selon les modalités fixés par la juridiction, à l'indemnisation du préjudice de la victime ». L'exécution de la réparation est constatée par le Procureur de la République.
La sanction-réparation ne peut être prononcée par le juge qu'en matière correctionnelle (délits) ou contraventionnelle de cinquième classe, et ce, en tant que peine complémentaire ou de peine de substitution à l'emprisonnement ou à l'amende. Elle est applicable tant aux personnes physiques qu'aux personnes morales.